# Should a Mother Tell (film 1915)
Should a Mother Tell è un film muto del 1915 diretto da J. Gordon Edwards.

## Produzione
Il film fu prodotto dalla Fox Film Corporation con il titolo di lavorazione A Mother's Love.

## Distribuzione
Distribuito dalla Fox Film Corporation, il film - presentato da William Fox - uscì nelle sale cinematografiche statunitensi nel luglio 1915.